# 布拉德·柯羅尼格
布拉德·柯羅尼格（Brad Kroenig，1979年4月23日—）是美國的一位男性模特。他從2002年開始成為模特，主要為卡爾·拉格斐的品牌代言。